# Бабино (Старицкий район)
Бабино (Никольское) — деревня Старицкого района Тверской области, входит в состав сельского поселения «Луковниково», до 2005 года административный центр Бабинского сельского округа.
Располагается в 52 км к северо-западу от г. Старицы на шоссейной дороге районного значения Старица — Луковниково — Бабино — Орешки. Селение стоит на возвышенной равнине, небольшим покатом к юго-востоку, к ручью Головищево.

## История
Старицкий краевед Иван Петрович Крылов (ок. 1865—1918) писал, что «недалеко от Рясни был погост Бабино… Около погоста есть гора, называемая городок. Она говорят, была насыпана по велению царя Иоанна Васильевича Грозного, после того, как он, пришедши здесь с войском по лесам и болотам, выбрался, наконец, на удобное место».
По легенде, первоначально селение стояло по левую сторону ручья Головищево — сейчас это место называется Филин-гора. Во время Смуты деревня была сожжена, а все жители убиты. Осталась в живых одна женщина — «баба». Отсюда и произошло название селения, которое возродилось уже по правую сторону ручья.
В Ржевской писцовой книге 1624—1625 гг. в вотчине Ивана Лукьянова Опухтина значится «сельцо Никольское, Бабино тож, пашни 16 чети». В 1645 г. И. Л. Опухтин «просрочил князю Ивану Леонтьевичу Шаховскому вотчину свою село Никольское, Бабино тож». В 1648 г. с. Бабино — уже владение князя Семёна Шаховского. В селе имеется деревянная церковь Николая Чудотворца. В 1678 г. Бабино перешло по наследству к Петру Семёновичу Шаховскому, «в селе числилось три хозяйств задворных людей, три хозяйств крестьян и двор бобыльский». После смерти князя П. С. Шаховского селом владела его родная сестра Аксинья Семёновна, вышедшая замуж за Андрея Никитича Квашнина-Самарина. В 1708 г. село было отдано в приданое дочери А. Н. Квашнина-Самарина Степаниде Андреевне, которая вышла замуж за князя Ивана Никитича Гагарина.
В этом же году Степанида разделили со своей сестрой Марфой недвижимое имение, доставшееся им от отца: «Степаниде досталось село Никольское, Бабино тож, деревни Яковково, Гришкино и другие, а Марфе — село Рясня, деревни Ялыгино и Грешнево».
В 1859 году в Бабино было 62 двора, 439 жителей, в 1886 году — 86 дворов, 488 жителей, земское училище, кузница, 3 красильни, винная, чайная, вёдерная и 5 мелочных лавок. Распространены отхожие промыслы (жители уходили в камнебои, мостовщики, сплавщики леса по реке Волге).
В 1918—1922 гг Бабино — центр одноимённой волости и сельсовета Старицкого уезда. В 1919 году в Бабино насчитывалось 129 дворов, 835 жителей, волисполком, кредитное товарищество, школа 1-й ступени, культурно-просветительский кружок, почта, фельдшерский и ветеринарный пункты.
В 1925 году Бабино являлось центром одноимённого сельсовета Луковниковской волости Ржевского уезда.
В 1960 году в Бабино находилась центральная усадьба совхоза «Звезда».

## Население
| 1859 | 1886 | 1919 | 1997 | 2002 | 2010 |
| ---- | ---- | ---- | ---- | ---- | ---- |
| 417  | ↗488 | ↗835 | ↘202 | ↘191 | →191 |

## Бабино в литературе
Село Бабино упоминается в повести Кондратьева В. Л. «Сашка», в которой рассказывается о боевых действиях под Ржевом в 1942 году.

Один из них, в ногу раненый, правда, не сильно, но все же более других намучившийся, сказал: — А если, ребята, в первой деревне, которая попадется, и заночевать? А с утра прямо в Бабино это, к открытию продпункта. А? …
Шли они проселками, а то и тропками, и деревень на их пути не попадалось, спросить про дорогу некого, и только к середине дня вышли они на большак к селу Луковниково. Большое село, войском заселенное. Почти у каждого дома машины стояли груженые, и шоферня вокруг них суетилась веселая чересчур, видать подвыпившая.
Подошли табачку стрельнуть и спросить, как на Бабино пройти. Оказалось, по большаку надо, никуда не сворачивая, верст семь, совсем близко"…
Бабино завиднелось издалека белой колоколенкой…

А с этим крюком на Бабино, возней с лепехами и отдыхом после потеряли они времени много, да и шли не ходко, дойти до дотемна к этому Лужкову вряд ли удастся.

## Инфраструктура
В деревне имеются Бабинская основная общеобразовательная школа, детский сад, отделение почтовой связи.